# Tjatsjiv (rajon)
De rajon Tjatsjiv (Oekraïens: Тячівський район) is een district van de Oekraïense oblast Transkarpatië. Het is gelegen in het oostelijke deel van de oblast en beslaat 1889,2 km². Het administratieve centrum wordt gevormd door de stad Tjatsjiv. De rajon is verdeeld in 10 gemeenten, waaronder de stad Tjatsjiv. De bevolking van de rajon telde 185.023 inwoners in 2020.

## Gemeenten
- Tjatsjiv
- Bedevla
- Bustino
- Doebove
- Neresnitsa
- Oechla
- Oesty-Tsjorna
- Solotvyno
- Teresva
- Vilhivtsi-Lazi